# Mali na Letnich Igrzyskach Olimpijskich 2012
Mali na Letnich Igrzyskach Olimpijskich 2012, które odbyły się w Londynie, reprezentowało 6 zawodników.
Był to dwunasty start reprezentacji Mali na letnich igrzyskach olimpijskich.

## Reprezentanci

### Judo
Mężczyźni
| Zawodnik   | Konkurencja | 1/16                       | 1/8              | Ćwierćfinały     | Półfinały        | Repasaż 1        | Repasaż 2        | Finał            | Finał   |
| Zawodnik   | Konkurencja | Przeciwnik Wynik           | Przeciwnik Wynik | Przeciwnik Wynik | Przeciwnik Wynik | Przeciwnik Wynik | Przeciwnik Wynik | Przeciwnik Wynik | Pozycja |
| ---------- | ----------- | -------------------------- | ---------------- | ---------------- | ---------------- | ---------------- | ---------------- | ---------------- | ------- |
| Oumar Koné | -100 kg     | Luciano Corrêa P 0002-0102 | NQ               | NQ               | NQ               | NQ               | NQ               | NQ               | NQ      |

### Lekkoatletyka
Mężczyźni
| Zawodnik      | Konkurencja | Eliminacje | Eliminacje | Ćwierćfinał | Ćwierćfinał | Półfinał | Półfinał | Finał | Finał   |
| Zawodnik      | Konkurencja | Wynik      | Miejsce    | Wynik       | Miejsce     | Wynik    | Miejsce  | Wynik | Miejsce |
| ------------- | ----------- | ---------- | ---------- | ----------- | ----------- | -------- | -------- | ----- | ------- |
| Moussa Camara | 800 m       | 1:51.36    | 45.        | —           | —           | NQ       | NQ       | NQ    | NQ      |

Kobiety
| Zawodniczka     | Konkurencja        | Eliminacje | Eliminacje | Ćwierćfinał | Ćwierćfinał | Półfinał | Półfinał | Finał | Finał   |
| Zawodniczka     | Konkurencja        | Wynik      | Miejsce    | Wynik       | Miejsce     | Wynik    | Miejsce  | Wynik | Miejsce |
| --------------- | ------------------ | ---------- | ---------- | ----------- | ----------- | -------- | -------- | ----- | ------- |
| Rahamatou Dramé | 100 m przez płotki | DSQ        | DSQ        | —           | —           | NQ       | NQ       | NQ    | NQ      |

### Pływanie
Mężczyźni
| Zawodnik        | Konkurencja          | Eliminacje | Eliminacje | Półfinał | Półfinał | Finał | Finał   |
| Zawodnik        | Konkurencja          | Czas       | Miejsce    | Czas     | Miejsce  | Czas  | Miejsce |
| --------------- | -------------------- | ---------- | ---------- | -------- | -------- | ----- | ------- |
| Mamadou Soumare | 100 m st. klasycznym | 57.32      | 52.        | NQ       | NQ       | NQ    | NQ      |

Kobiety
| Zawodniczka          | Konkurencja       | Eliminacje | Eliminacje | Półfinał | Półfinał | Finał | Finał   |
| Zawodniczka          | Konkurencja       | Czas       | Miejsce    | Czas     | Miejsce  | Czas  | Miejsce |
| -------------------- | ----------------- | ---------- | ---------- | -------- | -------- | ----- | ------- |
| Fatoumata Samassékou | 50 m st. dowolnym | 31.88      | 61.        | NQ       | NQ       | NQ    | NQ      |

### Taekwondo
Mężczyźni
| Zawodnik          | Konkurencja | 1/8              | Ćwierćfinał             | Półfinał         | Repasaż 1        | Repasaż 2        | Finał            | Finał   |
| Zawodnik          | Konkurencja | Przeciwnik Wynik | Przeciwnik Wynik        | Przeciwnik Wynik | Przeciwnik Wynik | Przeciwnik Wynik | Przeciwnik Wynik | Pozycja |
| ----------------- | ----------- | ---------------- | ----------------------- | ---------------- | ---------------- | ---------------- | ---------------- | ------- |
| Daba Modibo Keïta | +80 kg      | Irgashev W 13-4  | Coulombe-Fortier W 11-6 | Molfetta P 4-6   | BYE              | Despaigne P WDR  | NQ               | 5.      |